# Hệ thống phân loại gãy xương hở của Gustilo
Hệ thống phân loại gãy xương hở thông dụng nhất là do Ramon Gustilo và Anderson đề xướng, sau đó được mở rộng bởi Gustilo, Mendoza, và Williams.

## Cách phân loại
- I 	Chấn động nhẹ, vết thương nhỏ hơn 1 cm
- II 	Vết thương lớn hơn 1 cm với tổn thương mô nhẹ đến vừa
- III 	Vết thương lớn hơn 10 cm với tổn thương phần mềm nặng
  - IIIA 	Tổn thương phần mềm tương xứng với vùng xương gãy
  - IIIB 	Tổn thương phần mềm không tương xứng
  - IIIC 	Có tổn thương động mạch

### Độ I
Rách da  < 1 cm.
Vết thương hoàn toàn sạch, hầu hết do gãy hở từ trong ra.
Đụng giập cơ tối thiểu.
Đường gãy xương là đường ngang đơn giản hoặc chéo ngắn.

### Độ II
Tổn thương phần mềm rộng, có thể là tróc da còn cuống hoặc tróc hẳn vạt da.
Vết rách da  > 1 cm.
Cơ đụng giập từ nhẹ đến vừa, có khi làm nên chèn ép khoang.
Xương gãy với đường gãy ngang đơn giản hoặc chéo ngắn với mảnh nhỏ.

### Độ III
Tổn thương phần mềm rộng bao gồm cả cơ, da và cấu trúc thần kinh mạch máu. Tốc độ tổn thương cao đưa tới giập nát phần mềm nhiều và hợp thành chèn ép dữ dội. Loại này gồm 3 nhóm:
IIIA: Vết rách phần mềm rộng, với màng xương bị tróc ra và đầu xương gãy  lộ ra ngoài. Vùng xương gãy hoặc vết thương trong tầm đạn bắn gần.
IIIB: Vết rách phần mềm rộng, với màng xương bị tróc ra và đầu xương bị gãy lộ ra ngoài. Vùng gãy xương bị nhiễm bẩn nhiều.
IIIC: Vết thương giập nát nhiều, xương gãy phức tạp và có tổn thương mạch máu cần phải phục hồi.
Nói chung phân chia theo Gustilo cũng như Tscherne đều lấy tổn thương mô  mềm là chính, kết hợp với mức độ của xương gãy (đơn giản hay phức tạp). Trong đó gãy hở độ IV là một hình thái đặc biệt.